# Грейнджер (округ)
Округ Грейнджер (англ. Grainger County) располагается в штате Теннесси, США. Официально образован в 1796 году. По состоянию на 2010 год, численность населения составляла 22 657 человека.

## География
По данным Бюро переписи США, общая площадь округа равняется 782,181 км2, из которых 725,201 км2 — суша, и 56,980 км2, или 7,310 % — это водоёмы.

## Население
По данным переписи населения 2000 года в округе проживает 20 659 жителей в составе 8270 домашних хозяйств и 6161 семья. Плотность населения составляет 28,00 человек на км2. На территории округа насчитывается 9 732 жилых строений, при плотности застройки около 13,00-ти строений на км2. Расовый состав населения: белые — 98,41 %, афроамериканцы — 0,32 %, коренные американцы (индейцы) — 0,15 %, азиаты — 0,09 %, гавайцы — 0,02 %, представители других рас — 0,40 %, представители двух или более рас — 0,61 %. Испаноязычные составляли 1,09 % населения независимо от расы.
В составе 31,40 % из общего числа домашних хозяйств проживают дети в возрасте до 18 лет, 61,90 % домашних хозяйств представляют собой супружеские пары, проживающие вместе, 8,80 % домашних хозяйств представляют собой одиноких женщин без супруга, 25,50 % домашних хозяйств не имеют отношения к семьям, 22,50 % домашних хозяйств состоят из одного человека, 9,10 % домашних хозяйств состоят из престарелых (65 лет и старше), проживающих в одиночестве. Средний размер домашнего хозяйства составляет 2,48 человека, и средний размер семьи — 2,89 человека.
Возрастной состав округа: 22,90 % — моложе 18 лет, 8,20 % — от 18 до 24, 30,50 % — от 25 до 44, 25,80 % — от 45 до 64, и 25,80 % — от 65 и старше. Средний возраст жителя округа — 38 лет. На каждые 100 женщин приходится 99,00 мужчин. На каждые 100 женщин старше 18 лет приходится 96,50 мужчин.
Средний доход на домохозяйство в округе составлял 27 997 USD, на семью — 33 347 USD. Среднестатистический заработок мужчины был 25 781 USD против 19 410 USD для женщины. Доход на душу населения составлял 14 505 USD. Около 15,10 % семей и 18,70 % общего населения находились ниже черты бедности, в том числе — 22,40 % молодежи (тех, кому ещё не исполнилось 18 лет) и 26,00 % тех, кому было уже больше 65 лет.